# دوري الفلبين الممتاز لكرة القدم 2014
دوري الفلبين الممتاز لكرة القدم 2014 (بالإنجليزية: 2014 United Football League)‏ هو موسم من United Football League ‏. أشرف على تنظيمه اتحاد الفلبين لكرة القدم، وكان عدد الأندية المشاركة فيه 9، وفاز فيه نادي غلوبال.